# Cigosidad

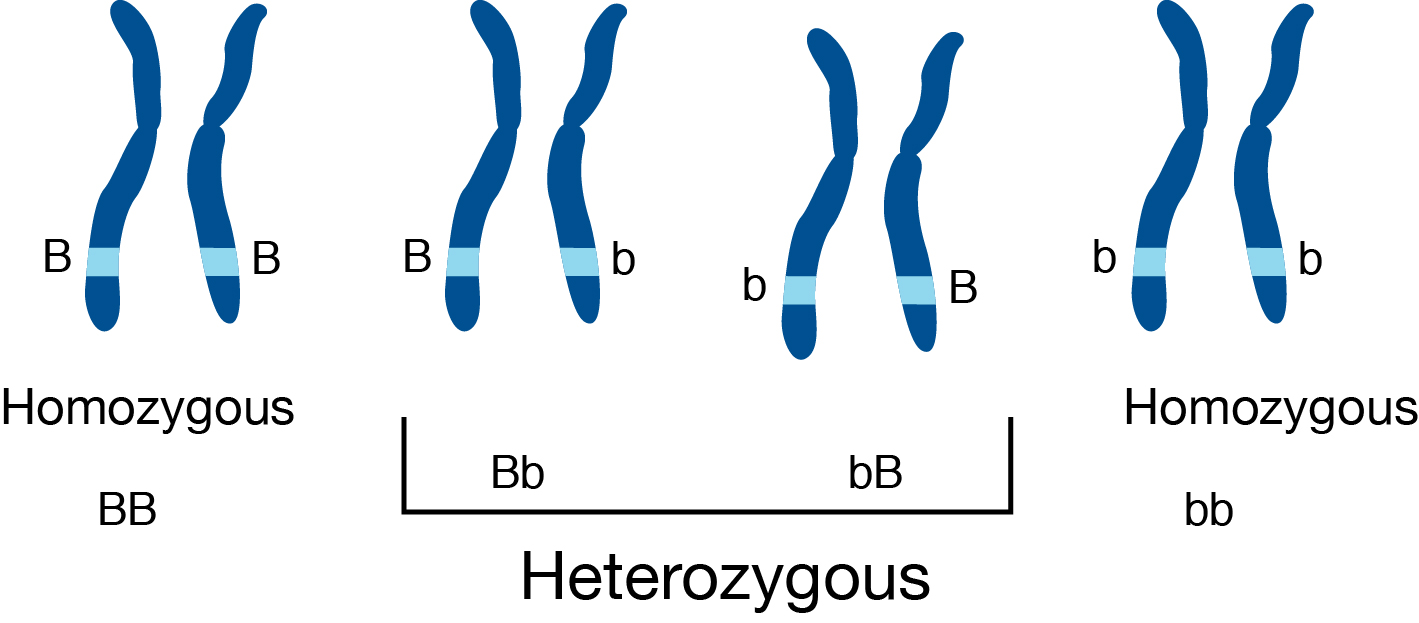
Homocigotos y heterocigotos

Cigosidad o zigocidad (del griego zygotos y Zygon: "yugo") es el grado de similitud de los alelos para un rasgo genético en un organismo.
La mayoría de los eucariotas tienen dos conjuntos de cromosomas iguales; es decir, son diploides. Los organismos diploides tienen los mismos loci en cada uno de sus dos conjuntos de cromosomas homólogos, excepto que las secuencias en estos loci pueden diferir entre los dos cromosomas en un par correspondiente y que algunos cromosomas pueden no coincidir como parte de un sistema cromosómico de determinación del sexo. Si ambos alelos de un organismo diploide son iguales, el organismo es homocigoto en ese locus. Si son diferentes, el organismo es heterocigoto en ese lugar. Si falta un alelo, es hemicigótico y, si faltan ambos alelos, es nulicigótico.
La secuencia de ADN de un gen a menudo varía de un individuo a otro. Esas variaciones se llaman alelos. Mientras que algunos genes tienen un solo alelo porque hay poca variación, otros tienen un solo alelo porque la desviación de ese alelo puede ser dañina o fatal. Pero la mayoría de los genes tienen dos o más alelos. La frecuencia de diferentes alelos varía en la población. Algunos genes pueden tener dos alelos con igual distribución. Para otros genes, un alelo puede ser común y otro alelo puede ser raro. A veces, un alelo es una variación que causa una enfermedad, mientras que el otro alelo es saludable. A veces, las diferentes variaciones en los alelos no hacen ninguna diferencia en absoluto en la función del organismo.
En los organismos diploides, un alelo se hereda del progenitor masculino y otro del progenitor femenino. La cigosidad es una descripción de si esos dos alelos tienen secuencias de ADN idénticas o diferentes. En algunos casos, el término "cigosidad" se usa en el contexto de un solo cromosoma.

## Los tipos
Las palabras homocigota, heterocigota y hemicigota se utilizan para describir el genotipo de un organismo diploide en un solo lugar en el ADN. Homocigoto describe un genotipo que consiste en dos alelos idénticos en un locus dado, heterocigoto describe un genotipo que consiste en dos alelos diferentes en un locus, hemicigoto describe un genotipo que consiste en una sola copia de un gen particular en un organismo por lo demás diploide, y nulicigoto se refiere a un organismo por lo demás diploide en el que faltan ambas copias del gen.

### Homocigoto
Se dice que una célula es homocigótica para un gen concreto  cuando están presentes alelos idénticos del gen en ambos cromosomas homólogos.
Un individuo que es homocigoto dominante para un rasgo particular lleva dos copias del alelo que codifica el rasgo dominante. Este alelo, a menudo llamado "alelo dominante", normalmente se representa con una letra mayúscula (como "P" para el alelo dominante que produce flores de color púrpura en las plantas de guisantes). Cuando un organismo es homocigoto-dominante para un rasgo concreto, su genotipo se representa duplicando el símbolo de ese rasgo, como "PP".
Un individuo que es homocigoto recesivo para un rasgo particular lleva dos copias del alelo que codifica para el rasgo recesivo. Este alelo, a menudo denominado "alelo recesivo", suele representarse mediante la forma minúscula de la letra utilizada para el rasgo dominante correspondiente (como, en referencia al ejemplo anterior, "p" para el alelo recesivo que produce flores blancas en las plantas de guisantes). El genotipo de un organismo que es homocigótico-recesivo para un rasgo particular se representa duplicando la letra correspondiente, como "pp".

### Heterocigoto
Un organismo diploide es heterocigoto en un locus genético cuando sus células contienen dos alelos diferentes (un alelo de tipo salvaje y un alelo mutante) de un gen. La célula o el organismo se denomina heterocigoto específicamente para el alelo en cuestión y, por lo tanto, la heterocigosidad se refiere a un genotipo específico. Los genotipos heterocigotos están representados por una letra mayúscula (que representa el alelo dominante / de tipo salvaje) y una letra minúscula (que representa el alelo recesivo / mutante), como "Rr" o "Ss". Alternativamente, se supone que un heterocigoto para el gen "R" es "Rr". La letra mayúscula generalmente se escribe primero.
Si el rasgo en cuestión está determinado por un dominio simple (completo), un heterocigoto expresará solo el rasgo codificado por el alelo dominante, y el rasgo codificado por el alelo recesivo no estará presente. En esquemas de dominación más complejos, los resultados de heterocigosidad pueden ser más complejos.
Un genotipo heterocigoto puede tener una aptitud relativa más alta que el genotipo homocigoto dominante o homocigoto recesivo, lo que se denomina una ventaja heterocigótica.

### Hemicigótico
En un organismo diploide un cromosoma es hemicigótico cuando solo está presente una copia del gen. La célula u organismo se llama hemizigoto. La hemicigosis también se observa cuando se elimina una copia de un gen o en el sexo heterogamético, cuando un gen se encuentra en un cromosoma sexual. La hemicigosis no debe confundirse con la haploinsuficiencia, que describe un mecanismo para producir un fenotipo. Para los organismos en los que el macho es heterogamético, como los humanos, casi todos los genes ligados al X son hemicigotos en los machos con cromosomas normales, porque tienen solo un cromosoma X y pocos de los mismos genes están en el cromosoma Y. Los ratones transgénicos generados a través de microinyección de ADN exógeno de un pronúcleo de embrión también se consideran hemicigotos, porque se espera que el alelo introducido se incorpore en una sola copia de cualquier locus. Un individuo transgénico puede ser criado posteriormente a homocigosidad y mantenerse como una línea pura para reducir la necesidad de confirmar el genotipo de cada individuo.
En células de mamíferos cultivadas, como la línea celular de ovario de hámster chino, varios loci genéticos están presentes en un estado hemicigótico funcional, debido a mutaciones o deleciones en los otros alelos.
En los insectos himenópteros la determinación del sexo se da por haplodiploidía, en que las hembras provienen de huevos fecundados y son diploides, mientras los machos son haploides porque provienen de huevos no fecundados.

### Nulicigoto
Un organismo nulicigótico porta dos alelos mutantes para el mismo gen. Los alelos mutantes son tanto la pérdida de función completa como los alelos "nulos", por lo que homocigotos nulos y nulicigotos son sinónimos. La célula u organismo mutante se llama nulicigoto.

## Autocigoto y alocigoto
La cigosidad también puede referirse a los orígenes de los alelos en un genotipo. Cuando los dos alelos en un locus se originan a partir de un ancestro común por medio de apareamiento no aleatorio (endogamia), se dice que el genotipo es autocigoto. Esto también se conoce como "idéntico por descendencia", o IBD. Cuando los dos alelos provienen de diferentes fuentes (al menos en la medida en que se puede rastrear el descenso), el genotipo se llama alozygous . Esto se conoce como "idéntico por estado", o IBS.
Debido a que los alelos de los genotipos autocigotos provienen de la misma fuente, siempre son homocigotos, pero los genotipos alocigotos también pueden ser homocigotos. Los genotipos heterocigotos son a menudo, pero no necesariamente, alozygous porque diferentes alelos pueden haber surgido por mutación algún tiempo después de un origen común. Los genotipos hemicigotos y nulizigotos no contienen suficientes alelos para permitir la comparación de las fuentes, por lo que esta clasificación es irrelevante para ellos.

## Gemelos monocigóticos y dicigóticos
Como se mencionó anteriormente, la "cigosidad" se puede usar en el contexto de un locus genético específico (ejemplo). Además, la palabra "cigosidad" también se puede usar para describir la similitud genética o la disimilitud de los gemelos. Los gemelos idénticos son monocigóticos, lo que significa que se desarrollan a partir de un cigoto que se divide y forma dos embriones. Los gemelos fraternos son dicigóticos porque se desarrollan a partir de dos óvulos separados que son fertilizados por dos espermatozoides separados.

## La heterocigosidad en la genética de poblaciones

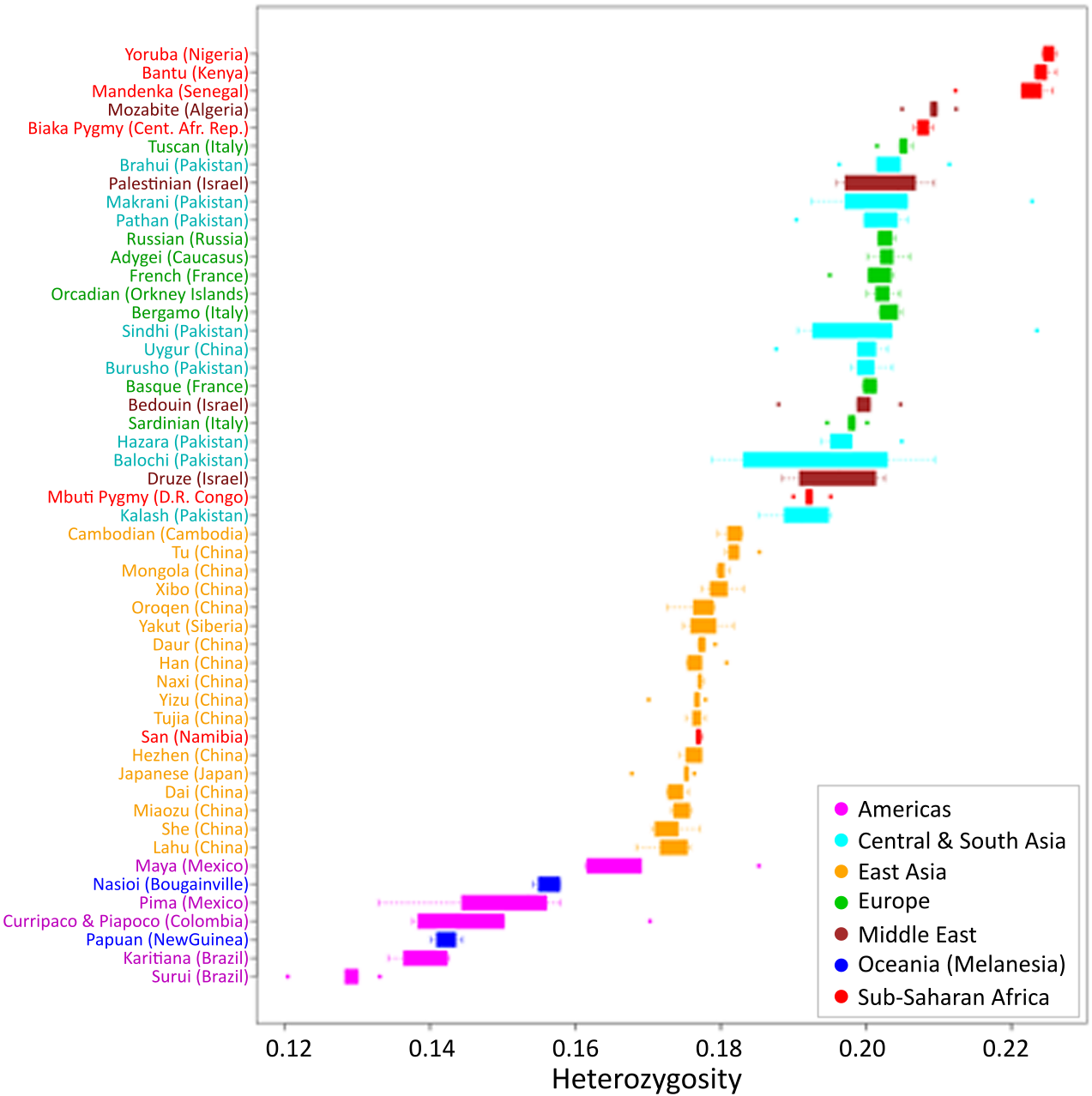
Valores de heterocigosidad de 51 poblaciones humanas en todo el mundo. Los africanos subsaharianos tienen los valores más altos del mundo.

En la genética de poblaciones, el concepto de heterocigosidad suele extenderse para referirse a la población en su conjunto, es decir, la fracción de individuos en una población que son heterocigotos para un lugar en particular. También puede referirse a la fracción de loci dentro de un individuo que son heterocigotos.
Típicamente, lo observado ( {\displaystyle H_{o}}) y esperado ( {\displaystyle H_{e}}) se comparan las heterocigosidades, definidas de la siguiente manera para individuos diploides en una población:
Observado
{\displaystyle H_{o}={\frac {\sum \limits _{i=1}^{n}{(1\ {\textrm {if}}\ a_{i1}\neq a_{i2})}}{n}}}
donde  {\displaystyle n} es el número de individuos en la población, y  {\displaystyle a_{i1},a_{i2}} son los alelos del individuo  {\displaystyle i}en el lugar de destino.
Esperado
{\displaystyle H_{e}=1-\sum \limits _{i=1}^{m}{(f_{i})^{2}}}
donde  {\displaystyle m} es el número de alelos en el locus objetivo, y  {\displaystyle f_{i}}es la frecuencia alélica del  {\displaystyle i^{th}}alelo en el locus objetivo.